# Јосип Врховец
Јосип Врховец (Загреб, 9. фебруар 1926 — Загреб, 15. фебруар 2006), учесник Народноослободилачке борбе, новинар и друштвено-политички радник СФР Југославије и СР Хрватске. Од 1. јулa 1983. до 15. мајa 1984. године обављао је дужност председника Председништва Централног комитета Савеза комуниста Хрватске.

## Биографија
Јосип Врховец рођен је 9. фебруара у Загребу. Учествовао је у Народноослободилачком рату. Дипломирао је на Економском факултету у Загребу, након чега је од 1956. до 1957. и од 1959. до 1963. године био главни уредник „Вјесника у сриједу“, те од 1968. до 1970. године главни уредник „Вјесника“, чији је био дописник из Велике Британије (1957—1959) и из САД (1963—1967).
Вршио је многе високе партијске и државне дужности:
- секретар Извршнога комитета Централнога комитета Савеза комуниста Хрватске од 1972. до 1974. године
- члан Председништва Централног комитета Савеза комуниста Југославије од 1974. до 1978. године
- савезни секретар за иностране послове од 17. маја 1978. до 17. маја 1982. године
- председник Председништва Централног комитета Савеза комуниста Хрватске од 1. јула 1983. до 15. маја 1984. године
- члан Председништва СФР Југославије од 1984. до 1989. године

Крајем осамдесетих противио се националистичкој политици Слободана Милошевића. Умро је у Загребу 15. фебруара 2006. године. Сахрањен је на гробљу Мирогој.